# Ким Сун Ток
Ким Сун Ток (кор. 김순덕; род. 20 декабря 1967, Йонгван, Чолла-Намдо) — южнокорейская хоккеистка на траве, полевой игрок. Серебряный призёр летних Олимпийских игр 1988 года, бронзовый призёр чемпионата мира 1990 года, двукратная чемпионка летних Азиатских игр 1986 и 1990 годов.

## Биография
Ким Сун Ток родилась 20 декабря 1967 года в южнокорейском уезде Йонгван провинции Чолла-Намдо.
Начала заниматься хоккеем на траве во время учёбы в средней школе для девочек Йонгван. Впоследствии училась в средней школе для девочек Кванджу и Корейском национальном спортивном университете, выступала за его команды.
В составе женской сборной Южной Кореи по хоккею на траве завоевала две золотых медали летних Азиатских игр — в 1986 году в Сеуле и в 1990 году в Пекине.
В 1988 году вошла в состав женской сборной Южной Кореи по хоккею на траве на летних Олимпийских играх в Сеуле и завоевала серебряную медаль. Играла в поле, провела 5 матчей, мячей не забивала.
В 1990 году завоевала бронзовую медаль чемпионата мира в Сиднее, забив один из мячей в матче за 3-4-е места против сборной Англии (3:2).
Была награждена орденами «За заслуги перед спортом» и «За заслуги перед народом».
В 1995 году эмигрировала в Новую Зеландию, однако затем вернулась в Южную Корею, чтобы обучить своих детей корейскому языку.
30 июня 1999 года её старший 6-летний сын погиб в Хвасоне во время пожара в летнем образовательном центре «Силенд». 11 августа Ким в знак протеста против безответственности государства и коррупции при лицензировании зданий отнесла в резиденцию президента Южной Кореи свои награды, включая ордена «За заслуги перед спортом» и «За заслуги перед народом». В правительстве, выразив соболезнования Ким, отметили, что награды не подлежат возврату и будут сохранены до той поры, пока бывшая хоккеистка не пожелает забрать их. Заявив, что не желает жить в Южной Корее, 18 ноября Ким снова уехала с семьёй в Новую Зеландию.
Живёт в Окленде, управляет семейным рестораном китайской кухни.

## Семья
Муж — Ким Сон Ха.
Сыновья — Ким До Хён (1992 или 1993 — 1999), Ким Тэ Хён, Ким Ши Хён (род. 2002).